# Kubak Belarusi 2024-2025
La Coppa di Bielorussia 2024-2025 (in bielorusso Кубак Беларусі, Kubak Belarusi) è stata la 34ª edizione del torneo, iniziata l'11 maggio 2024 e terminata il 24 maggio 2025. La squadra vincitrice ottiene la qualificazione per la UEFA Conference League 2025-2026.
Il Nëman, la squadra campione in carica, si è riconfermato battendo in finale per 3-0 il Tarpeda-BelAZ, vincendo così la sua terza coppa nazionale.

## Primo turno
Il sorteggio per il primo turno si è tenuto il 6 maggio 2024, con le squadre divise in sei regioni.

### Brest
| Squadra 1        | Risultato | Squadra 2            |
| ---------------- | --------- | -------------------- |
| 11 maggio 2024   |           |                      |
| DYuSSh Ivacėvičy | 8 - 3     | Kamunal'nik Slonim   |
| Krečet           | 1 - 0     | Agra-Pielišča        |
| 12 maggio 2024   |           |                      |
| Atlant Kobryn    | 3 - 0     | Nadezhda Baranovichi |
| Novaya Pryp'jat' | 5 - 2     | Ljachavičy Volat     |

### Vitebsk
| Squadra 1       | Risultato | Squadra 2 |
| --------------- | --------- | --------- |
| 11 maggio 2024  |           |           |
| Polack-2019     | 2 - 0     | Inform    |
| Hazavik Vicebsk | 2 - 3     | Mëry      |

### Gomel
| Squadra 1      | Risultato   | Squadra 2 |
| -------------- | ----------- | --------- |
| 11 maggio 2024 |             |           |
| MNPZ           | 3 - 4 (dts) | Liashas   |

### Grodno
| Squadra 1      | Risultato | Squadra 2   |
| -------------- | --------- | ----------- |
| 14 maggio 2024 |           |             |
| Svislač        | 2 - 1     | Slonim City |

### Minsk
| Squadra 1      | Risultato   | Squadra 2     |
| -------------- | ----------- | ------------- |
| 11 maggio 2024 |             |               |
| Tarpeda Minsk  | -           | Traktar Minsk |
| BDU Minsk      | 0 - 3       | Uni X Labs    |
| Baboўnya       | 0 - 1       | Kleck         |
| FSK Ėnerhetyk  | 3 - 2 (dts) | Kolas Čėrven' |
| 12 maggio 2024 |             |               |
| Uradžajnaja    | 0 - 1       | D-Media       |

### Mogilev
| Squadra 1              | Risultato | Squadra 2 |
| ---------------------- | --------- | --------- |
| 11 maggio 2024         |           |           |
| Druć Bjalyničy         | 2 - 1     | Horki     |
| Tekhnolog-BGUT Mahilëŭ | -         | Kiraŭsk   |

## Secondo turno
Il sorteggio per il secondo turno si è tenuto il 15 maggio 2024.
| Squadra 1              | Risultato       | Squadra 2          |
| ---------------------- | --------------- | ------------------ |
| 22 maggio 2024         |                 |                    |
| Svislač                | 0 - 8           | Baranavičy         |
| D-Media                | 4 - 3 (dts)     | Astravec           |
| Kleck                  | 0 - 6           | Orša               |
| Uni X Labs             | 2 - 1           | Partizan Salihorsk |
| 23 maggio 2024         |                 |                    |
| Mëry                   | 2 - 1 (dts)     | Asipovičy          |
| 29 maggio 2024         |                 |                    |
| Krečet                 | 1 - 8           | Makslajn           |
| Polack-2019            | 0 - 14          | Niva Doŭbizna      |
| Liashas                | 1 - 5           | Lokomotiv Homel'   |
| Stanles Pinsk          | 2 - 3           | Maladzečna         |
| DYuSSh Ivacėvičy       | 0 - 6           | Belšyna            |
| Traktar Minsk          | 2 - 2 (7-8 dtr) | Lida               |
| 30 maggio 2024         |                 |                    |
| Novaya Pryp'jat'       | 1 - 3           | Krumkačy Minsk     |
| Tekhnolog-BGUT Mahilëŭ | 0 - 2           | Bumprom            |
| FSK Ėnerhetyk          | 1 - 2 (dts)     | Slonim-2017        |
| Druć Bjalyničy         | 1 - 1 (4-5 dtr) | Ėnerhetyk-BGATU    |
| Atlant Kobryn          | 2 - 3           | Volna Pinsk        |

## Sedicesimi di finale
Il sorteggio per i sedicesimi di finale si è tenuto il 3 giugno 2024.
| Squadra 1        | Risultato   | Squadra 2          |
| ---------------- | ----------- | ------------------ |
| 18 giugno 2024   |             |                    |
| Lokomotiv Homel' | 0 - 5       | Islač              |
| Maladzečna       | 0 - 2       | Tarpeda-BelAZ      |
| 19 giugno 2024   |             |                    |
| Mëry             | 0 - 8       | Dinamo Minsk       |
| Uni X Labs       | 0 - 2 (dts) | Nëman              |
| 12 luglio 2024   |             |                    |
| Belšyna          | 3 - 1       | Minsk              |
| Slonim-2017      | 0 - 2       | Dinamo Brėst       |
| 13 luglio 2024   |             |                    |
| Baranavičy       | 0 - 1       | Smarhon'           |
| D-Media          | 0 - 5       | BATĖ Borisov       |
| Lida             | 0 - 2       | Vicebsk            |
| Ėnerhetyk-BGATU  | 0 - 5       | Sluck              |
| Bumprom          | 0 - 6       | Slavija-Mazyr      |
| 14 luglio 2024   |             |                    |
| Orša             | 0 - 3       | Arsenal Dzjaržynsk |
| Makslajn         | 2 - 1 (dts) | Naftan             |
| Niva Doŭbizna    | 1 - 3       | Homel'             |
| Krumkačy Minsk   | 0 - 1       | Dnjapro Mahilëŭ    |
| Volna Pinsk      | 1 - 0       | Šachcër Salihorsk  |

## Ottavi di finale
Il sorteggio per gli ottavi di finale si è tenuto il 16 luglio 2024.
| Squadra 1       | Risultato   | Squadra 2          |
| --------------- | ----------- | ------------------ |
| 26 luglio 2024  |             |                    |
| Smarhon'        | 1 - 2       | Belšyna            |
| Homel'          | 1 - 2       | Vicebsk            |
| 27 luglio 2024  |             |                    |
| Volna Pinsk     | 0 - 3       | Sluck              |
| Slavija-Mazyr   | 0 - 2 (dts) | Makslajn           |
| 28 luglio 2024  |             |                    |
| Dinamo Brėst    | 4 - 1       | Arsenal Dzjaržynsk |
| Dnjapro Mahilëŭ | 0 - 1       | Islač              |
| BATĖ Borisov    | 0 - 2       | Tarpeda-BelAZ      |
| 1 marzo 2025    |             |                    |
| Dinamo Minsk    | 0 - 2       | Nëman              |

## Quarti di finale
| Squadra 1            | Totale          | Squadra 2     | Andata | Ritorno |
| -------------------- | --------------- | ------------- | ------ | ------- |
| 2-5 / 8-9 marzo 2025 |                 |               |        |         |
| Dinamo Brėst         | 0 - 1           | Tarpeda-BelAZ | 0 - 0  | 0 - 1   |
| Belšyna              | 1 - 8           | ML Vicebsk    | 1 - 2  | 0 - 6   |
| Vicebsk              | 2 - 0           | Sluck         | 2 - 0  | 0 - 0   |
| Nëman                | 0 - 0 (4-2 dtr) | Islač         | 0 - 0  | 0 - 0   |

## Semifinali
| Squadra 1                      | Totale | Squadra 2  | Andata | Ritorno |
| ------------------------------ | ------ | ---------- | ------ | ------- |
| 15-16 aprile / 7-8 maggio 2025 |        |            |        |         |
| Nëman                          | 3 - 1  | Vicebsk    | 3 - 0  | 0 - 1   |
| Tarpeda-BelAZ                  | 1 - 0  | ML Vicebsk | 0 - 0  | 1 - 0   |

## Finale
| Arbitro: | Dzmitryj Markaŭ |

|                                        |           |  |
| Sadoŭničy 55’ Pušnjakŭ 59’ Zubovič 80’ | Marcatori |  |